# Cedric Itten
Cedric Jan Itten (Basilea, 27 dicembre 1996) è un calciatore svizzero, attaccante del Fortuna Düsseldorf.

## Statistiche

### Presenze e reti nei club
Statistiche aggiornate al 24 maggio 2025.
| Stagione             | Squadra           | Campionato        | Campionato | Campionato | Coppe nazionali | Coppe nazionali | Coppe nazionali | Coppe continentali | Coppe continentali | Coppe continentali | Altre coppe | Altre coppe | Altre coppe | Totale | Totale | Totale |
| Stagione             | Squadra           | Comp              | Pres       | Reti       | Comp            | Pres            | Reti            | Comp               | Pres               | Reti               | Comp        | Pres        | Reti        | Pres   | Reti   |        |
| -------------------- | ----------------- | ----------------- | ---------- | ---------- | --------------- | --------------- | --------------- | ------------------ | ------------------ | ------------------ | ----------- | ----------- | ----------- | ------ | ------ | ------ |
| 2015-2016            | Basilea           | SL                | 11         | 1          | CS              | -               | -               | UEL                | 1                  | 0                  | -           | -           | -           | 12     | 1      |        |
| 2016-2017            | Lucerna           | SL                | 28         | 3          | CS              | 2               | 0               | UEL                | 1                  | 0                  | -           | -           | -           | 31     | 3      |        |
| lug.-sett. 2017      | Lucerna           | SL                | 5          | 0          | CS              | 1               | 0               | UEL                | 2                  | 0                  | -           | -           | -           | 8      | 0      |        |
| Totale Lucerna       | Totale Lucerna    | Totale Lucerna    | 33         | 3          |                 | 3               | 0               |                    | 3                  | 0                  |             | -           | -           | 39     | 3      |        |
| sett. 2017-gen. 2018 | Basilea           | SL                | 10         | 2          | CS              | 3               | 1               | UCL                | 1                  | 0                  | -           | -           | -           | 14     | 3      |        |
| Totale Basilea       | Totale Basilea    | Totale Basilea    | 21         | 3          |                 | 3               | 1               |                    | 2                  | 0                  |             | -           | -           | 26     | 4      |        |
| gen.-giu. 2018       | San Gallo         | SL                | 16         | 5          | CS              | -               | -               | -                  | -                  | -                  | -           | -           | -           | 16     | 5      |        |
| 2018-2019            | San Gallo         | SL                | 8          | 4          | CS              | 2               | 7               | UEL                | 1                  | 0                  | -           | -           | -           | 11     | 11     |        |
| 2019-2020            | San Gallo         | SL                | 34         | 19         | CS              | 2               | 1               | -                  | -                  | -                  | -           | -           | -           | 36     | 20     |        |
| Totale San Gallo     | Totale San Gallo  | Totale San Gallo  | 58         | 28         |                 | 4               | 8               |                    | 1                  | 0                  |             | -           | -           | 63     | 36     |        |
| 2020-2021            | Rangers           | SP                | 27         | 4          | SC+CdL          | 0+2             | 0+0             | UEL                | 7                  | 2                  | -           | -           | -           | 36     | 6      |        |
| ago.2021             | Rangers           | SP                | 1          | 0          | SC+CdL          | 0+0             | 0+0             | UCL+UEL            | 1+2                | 0+0                | -           | -           | -           | 4      | 0      |        |
| ago.2021-2022        | Greuther Fürth    | B                 | 12         | 2          | CG              | 0               | 0               | -                  | -                  | -                  | -           | -           | -           | 12     | 2      |        |
| gen.-giu.2022        | Rangers           | SP                | 5          | 1          | SC+CdL          | 2+0             | 1+0             | UCL+UEL            | -                  | -                  | -           | -           | -           | 7      | 2      |        |
| Totale Rangers       | Totale Rangers    | Totale Rangers    | 33         | 5          |                 | 4               | 1               |                    | 10                 | 2                  |             | -           | -           | 47     | 8      |        |
| 2022-2023            | Young Boys        | SL                | 31         | 19         | CS              | 3               | 4               | UECL               | 5                  | 0                  | -           | -           | -           | 39     | 23     |        |
| 2023-2024            | Young Boys        | SL                | 30         | 10         | CS              | 3               | 1               | UCL+UEL            | 6+2                | 2+0                | -           | -           | -           | 41     | 13     |        |
| 2024-2025            | Young Boys        | SL                | 34         | 8          | CS              | 5               | 4               | UCL                | 9                  | 0                  | -           | -           | -           | 48     | 12     |        |
| Totale Young Boys    | Totale Young Boys | Totale Young Boys | 95         | 37         |                 | 11              | 9               |                    | 22                 | 2                  |             | -           | -           | 128    | 48     |        |
| Totale carriera      | Totale carriera   | Totale carriera   | 252        | 78         |                 | 25              | 19              |                    | 38                 | 4                  |             | -           | -           | 315    | 101    |        |

### Cronologia presenze e reti in nazionale

#### Nazionale maggiore
| Cronologia completa delle presenze e delle reti in nazionale ― Svizzera | Cronologia completa delle presenze e delle reti in nazionale ― Svizzera | Cronologia completa delle presenze e delle reti in nazionale ― Svizzera | Cronologia completa delle presenze e delle reti in nazionale ― Svizzera | Cronologia completa delle presenze e delle reti in nazionale ― Svizzera | Cronologia completa delle presenze e delle reti in nazionale ― Svizzera | Cronologia completa delle presenze e delle reti in nazionale ― Svizzera | Cronologia completa delle presenze e delle reti in nazionale ― Svizzera |
| Data                                                                    | Città                                                                   | In casa                                                                 | Risultato                                                               | Ospiti                                                                  | Competizione                                                            | Reti                                                                    | Note                                                                    |
| ----------------------------------------------------------------------- | ----------------------------------------------------------------------- | ----------------------------------------------------------------------- | ----------------------------------------------------------------------- | ----------------------------------------------------------------------- | ----------------------------------------------------------------------- | ----------------------------------------------------------------------- | ----------------------------------------------------------------------- |
| 15-11-2019                                                              | San Gallo                                                               | Svizzera                                                                | 1 – 0                                                                   | Georgia                                                                 | Qual. Euro 2020                                                         | 1                                                                       | 71’                                                                     |
| 18-11-2019                                                              | Gibilterra                                                              | Gibilterra                                                              | 1 – 6                                                                   | Svizzera                                                                | Qual. Euro 2020                                                         | 2                                                                       |                                                                         |
| 7-10-2020                                                               | San Gallo                                                               | Svizzera                                                                | 1 – 2                                                                   | Croazia                                                                 | UEFA Nations League 2020-2021 - 1º turno                                | -                                                                       | 62’                                                                     |
| 13-10-2020                                                              | Colonia                                                                 | Germania                                                                | 3 – 3                                                                   | Svizzera                                                                | UEFA Nations League 2020-2021 - 1º turno                                | -                                                                       | 85’                                                                     |
| 9-10-2021                                                               | Lancy                                                                   | Svizzera                                                                | 2 – 0                                                                   | Irlanda del Nord                                                        | Qual. Mondiali 2022                                                     | -                                                                       | 90+2’                                                                   |
| 12-10-2021                                                              | Vilnius                                                                 | Lituania                                                                | 0 – 4                                                                   | Svizzera                                                                | Qual. Mondiali 2022                                                     | -                                                                       | 89’                                                                     |
| 15-11-2021                                                              | Lucerna                                                                 | Svizzera                                                                | 4 – 0                                                                   | Bulgaria                                                                | Qual. Mondiali 2022                                                     | 1                                                                       | 68’                                                                     |
| 25-3-2023                                                               | Novi Sad                                                                | Bielorussia                                                             | 0 – 5                                                                   | Svizzera                                                                | Qual. Euro 2024                                                         | -                                                                       | 40’ 58’                                                                 |
| 28-3-2023                                                               | Lancy                                                                   | Svizzera                                                                | 3 – 0                                                                   | Israele                                                                 | Qual. Euro 2024                                                         | -                                                                       | 68’                                                                     |
| 9-9-2023                                                                | Pristina                                                                | Kosovo                                                                  | 2 – 2                                                                   | Svizzera                                                                | Qual. Euro 2024                                                         | -                                                                       | 63’                                                                     |
| 12-9-2023                                                               | Sion                                                                    | Svizzera                                                                | 3 – 0                                                                   | Andorra                                                                 | Qual. Euro 2024                                                         | 1                                                                       | 81’                                                                     |
| 15-10-2023                                                              | San Gallo                                                               | Svizzera                                                                | 3 – 3                                                                   | Bielorussia                                                             | Qual. Euro 2024                                                         | -                                                                       | 62’                                                                     |
| Totale                                                                  |                                                                         | Presenze                                                                | 12                                                                      |                                                                         | Reti                                                                    | 5                                                                       |                                                                         |

## Palmarès

### Club

#### Competizioni nazionali
- Campionato svizzero: 3

Basilea: 2015-2016
Young Boys: 2022-2023, 2023-2024
- Campionato scozzese: 1

Rangers: 2020-2021
- Coppa di Scozia: 1

Rangers: 2021-2022
- Coppa Svizzera: 1

Young Boys: 2022-2023